# Xanthorhoe umbrosa
Xanthorhoe umbrosa là một loài bướm đêm trong họ Geometridae.